# Friedrich Wilhelm Wachsmuth
Friedrich Wilhelm Wachsmuth (* 3. Oktober 1797 in Königsee; † 8. März 1859 ebenda) war ein deutscher Mediziner und Politiker sowie Abgeordneter im außerordentlichen Landtag Schwarzburg-Rudolstadt.

## Leben
Wachsmuth wurde als Sohn eines fürstlichen Kommissionssekretärs und Stadtältesten in Königsee, Gerichtsdirektors und Advokaten geboren und studierte Medizin in Jena, wo er 1818 Mitglied der Urburschenschaft und 1821 Mitgründer des Corps Franconia Jena wurde. Nach seiner Promotion zum Dr. med. wurde er Amtsphysikus in Königsee. 1848 wurde er Abgeordneter für die Stadt Königsee im außerordentlichen Landtag Schwarzburg-Rudolstadt und für die Stadt Ilm vom 25. Februar 1858 bis 8. März 1859 im Landtag Schwarzburg-Rudolstadt.